# Mody Traoré
Mody Traoré (Metz, 14 luglio 1980) è un ex calciatore francese, di ruolo difensore.

## Biografia
Anche i fratelli Dame e Mamadou sono calciatori.